# Axiomatisierung
„Unter der Axiomatisierung einer Theorie versteht man ihre Darstellung in der Weise, dass gewisse Sätze dieser Theorie, die Axiome, an den Anfang gestellt werden und weitere Sätze durch logische Deduktion aus ihnen abgeleitet werden.“

## Axiomatisierung allgemein
Der Begriff der Axiomatisierung geht auf Euklid (ca. 350–300 v. Chr.) zurück, der dieses Verfahren zum ersten Mal auf eine mathematische Disziplin, die Geometrie, gültig anwendete. Unter Axiomatisierung versteht man daher seit Euklid die Erzeugung und Konstruktion von wahren Sätzen (Ableitungen, Theoremen) aus allgemeinen Prinzipien (Definitionen, Postulaten, Axiomen), die als Ganzes ein vollständiges und widerspruchsfreies System ergeben. Erst gegen Ende des 19. Jahrhunderts gelang es Mathematikern, weitere Teilgebiete ihres Gegenstandsbereiches zu axiomatisieren (z. B. die Arithmetik der natürlichen Zahlen durch Giuseppe Peano 1899 oder die Mengenlehre durch Ernst Zermelo 1908).
„In einer ersten Annäherung besteht die Axiomatisierung darin, dass man in die Menge der Aussagen, die in einem bestimmten Gebiet gelten, Ordnung bringt. Diese Ordnung besteht darin, dass man eine möglichst kleine Teilmenge aller dieser wahren Aussagen zu isolieren versucht, die die Eigenschaft hat, dass die anderen Aussagen aus ihnen logisch folgen; in dieser (kleinen) Teilmenge von Aussagen, den Axiomen, ist dann das ganze Wissen über das Gebiet repräsentiert.“
„Die axiomatische Darstellung eines Gebiets liefert dreierlei: einmal eine ökonomische Darstellung des Wissens über das Gebiet, dann eine Klärung der Abhängigkeitsverhältnisse zwischen den Aussagen des Gebiets, und schließlich eine klare Festlegung der Begründungspflichten, die man mit der Behauptung von Aussagen in dem Gebiet übernimmt.“ Die Axiomatisierung einer Theorie fördert ihre „Überschaubarkeit und Überprüfbarkeit.“
„Eine der wichtigsten Konsequenzen der Axiomatisierung ist die Begriffsbestimmung“. Für den Aufbau einer deduktiven Wissenschaft muss man von undefinierten Grundbegriffen ausgehen, deren Bedeutung nicht erklärt werden. Gleichzeitig darf ein neuer Begriff nicht eingeführt werden, ohne auf die Grundbegriffe zurückgeführt oder anderweitig expliziert zu werden.
Die Axiomatisierung wird auch als eine Methode angesehen, die – um bei der Bestimmung von Grundbegriffen für einen Forschungsbereich den unendlichen Regress zu vermeiden – eine kleine Gruppe von Ausdrücken auswählt und sie undefiniert verwendet, alle übrigen Ausdrücke jedoch nur dann verwendet, wenn sie mit Hilfe dieser ausgewählten Grundbegriffe oder Axiome bestimmt sind.

## Axiomatisierung in der Mathematik
Axiomatisierung bezeichnet den Versuch, mathematische Sachverhalte auf Axiome zurückzuführen. Historisch geht dieser Prozess mit einer zunehmenden Formalisierung einher. Im Gefolge kommt es zum neuzeitlichen Universalienstreit.
Während Axiome seit der Antike benutzt wurden, gab es erst ab Ende des 19. Jahrhunderts ernsthafte Bemühungen, die komplette Mathematik auf eine axiomatische Basis zu stellen. David Hilbert nahm dieses Ziel in seine Liste von 23 ungelösten Problemen auf und initiierte 1920 das Hilbertprogramm zur Erstellung eines solchen Axiomensystems.
Ab 1934 unternahm die französische Mathematikergruppe Bourbaki den Versuch einer systematischen Axiomatisierung der gesamten Mathematik.
1931 zeigte der österreichische Mathematiker Kurt Gödel, dass die gesamte Mathematik nicht axiomatisiert werden kann (Unvollständigkeitstheorem).